# Natura morta con tavolo da disegno, pipa, cipolle e cera
Natura morta con tavolo da disegno, pipa, cipolle e cera è un dipinto a olio su tela (50x64 cm) realizzato nel 1889 da Vincent van Gogh. È conservato nel Museo Kröller-Müller di Otterlo.

## Descrizione
La particolarità del soggetto pittorico, più volte affrontato da Van Gogh con altre nature morte, sta nella composizione eterogenea degli oggetti più disparati, raffigurati assieme sulla tela.
Il libro è l'Annuaire de la santè, di Raspail, mentre sulla busta si legge il destinatario, Monsieur Vincent van Gogh.
L'opera fu dipinta nel gennaio 1889 subito dopo che il pittore, dimesso dall'ospedale per via del taglio dell'orecchio, era ritornato nella sua "Casa Gialla". Per dimostrare a se stesso e a Theo di poter ritornare in breve tempo a maneggiare i pennelli, dipinse un gruppo di nature morte, di cui questa è la più notevole.
Gli oggetti, tutti disposti con cura, sono fortemente autobiografici: il sacchetto di tabacco e la pipa sono l'attributo della propria persona, così come le cipolle, la brocca d'acqua e la bottiglia di vino vuota sono il buon proposito di tornare ad una vita più semplice, autoregolandosi. Le diverse forme, la materia e la consistenza degli oggetti sono al centro degli interessi di Van Gogh, il quale si sofferma a dipingere, in modo dettagliato, la copertina del libro che tende a prendere delle pieghe, la nitidezza del vetro ed infine le foglie verdi delle cipolle. Tutto ciò mostra in modo molto esplicito dei due strumenti principali attraverso cui Vincent si esprimeva, il colore e la pennellata. La lettera intestata al pittore, e con vicino il cerino spento e la ceralacca, rimanda alle preoccupazioni di Theo, mentre la candela accesa nella bugia, e il libro di medicina di Raspail, sono riferimenti al "fuggitivo" Gauguin e alla recente malattia.